# 康纳·普林斯
康纳·普林斯（英語：Conner Prince，2000年3月28日—），美国男子射击运动员，主攻双向飞碟，2019年世界射击锦标赛青年组锦标赛男子双向飞碟团体银牌得主、2024年夏季奥林匹克运动会男子双向飞碟银牌得主。